# Aegithalos glaucogularis
Il codibugnolo golagrigia (Aegithalos glaucogularis (Gould, 1855)) è un uccello passeriforme della famiglia Aegithalidae.

## Etimologia
L'epiteto specifico, glaucogularis, deriva dall'unione della parola greca γλαυκος (glaukos, "grigio-bluastro") col latino gularis ("riferito alla gola"), col significato di "dalla gola grigia", in riferimento alla livrea: il nome comune di questi uccelli altro non è che la traduzione di quello scientifico.

## Descrizione

### Dimensioni
Misura 13–16 cm di lunghezza (dei quali 6-10 spettano alla coda), per 6,5-9 g di peso.

### Aspetto

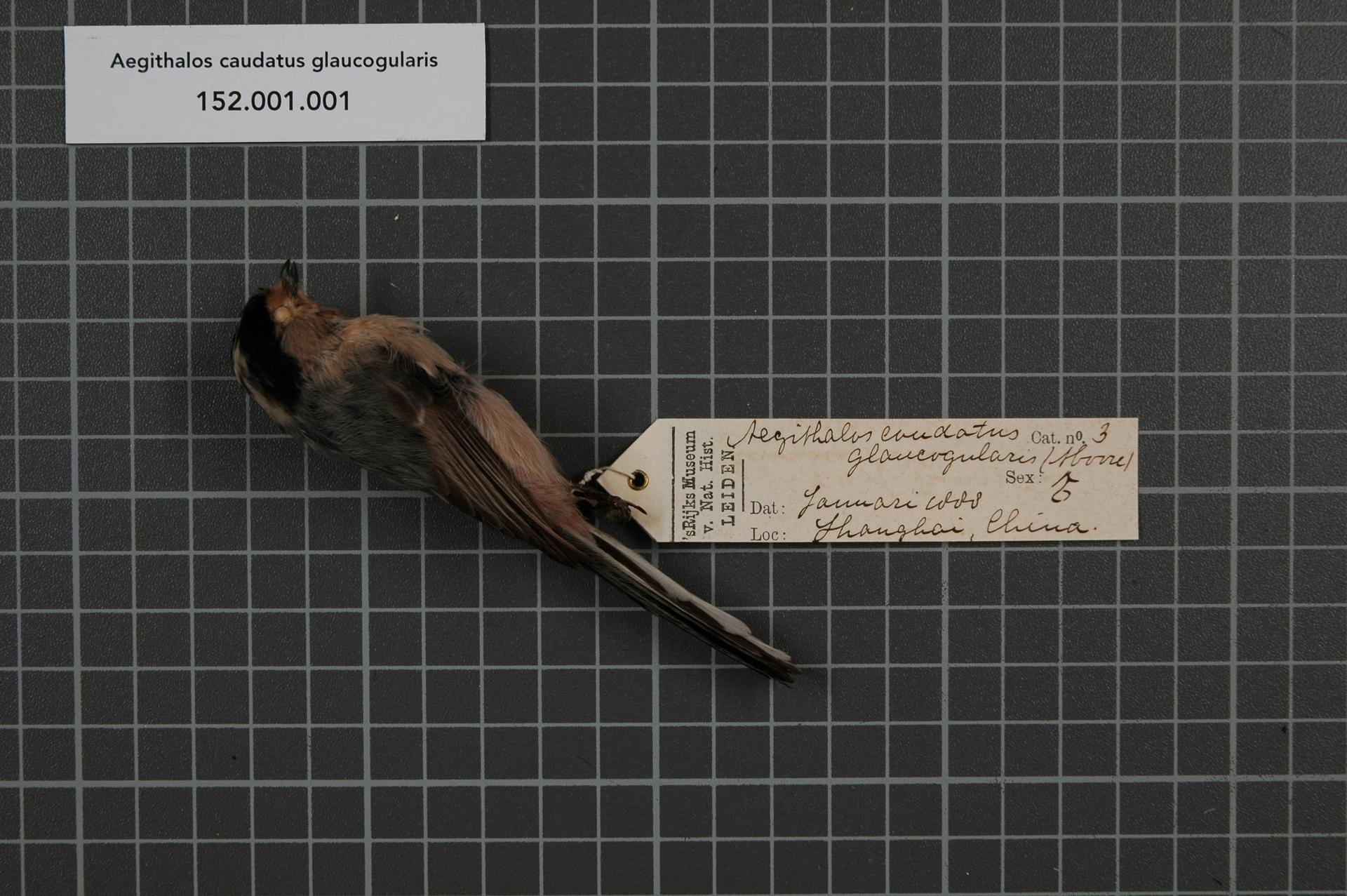
Veduta laterale di maschio impagliato.

Si tratta di uccelletti dall'aspetto paffuto e arrotondato, muniti di grossa testa arrotondata con corto becco conico dalla mandibola superiore lievemente ricurva verso il basso, ali corte ma appuntite e coda lunga quasi quanto il corpo e dall'estremità cuneiforme.
Il piumaggio si presenta grigio-bruno su vertice, nuca, faccia, guance, petto, fianchi e ventre, con presenza di spessi sopraccigli neri che formano una "tonsura" attorno alla calotta: il dorso e le ali sono di colore grigio cenere (queste ultime con remiganti nere), mentre la coda è nera. Come intuibile sia dal nome comune che dal nome scientifico, la gola presente una macchia di forma triangolare, col vertice rivolto verso il becco, di color grigio scuro.
Becco e zampe sono di colore nerastro, mentre gli occhi sono di colore bruno-rossiccio.

## Biologia
Si tratta di uccelli diurni e vivaci, che vivono in piccoli stormi di una ventina d'individui, non di rado associandosi ad altre specie affini: essi passano la maggior parte della giornata alla ricerca di cibo fra i rami di alberi e cespugli, tenendosi in contatto pressoché costante fra loro mediante richiami ronzanti e penetranti.

### Alimentazione
La dieta di questi uccelli è in larga parte sconosciuta, ma molto verosimilmente analoga a quella dell'affine codibugnolo comune.

### Riproduzione
La stagione degli amori inizia in marzo-aprile e prosegue fino al culmine dell'estate: si tratta di uccelli monogami, le cui coppie beneficiano dell'aiuto di altri individui durante le varie fasi dell'evento riproduttivo.
Il nido, a forma di sacco, viene costruito in un cespuglio o un albero basso (possibilmente spinoso) con ragnatela e licheni: al suo interno (foderato di piumino) la femmina depone 6-10 uova, che si alterna a covare col maschio e gli altri collaboratori per un paio di settimane, al termine delle quali schiudono pulli ciechi ed implumi.

I nidiacei, abbondantemente imbeccati, divengono in grado d'involarsi attorno alle tre settimane di vita: ciononostante, essi rimangono presso il nido, continuando a chiedere l'imbeccata (sebbene sempre più sporadicamente) agli adulti, ancora per tre settimane almeno, prima di allontanarsene definitivamente e disperdersi.

## Distribuzione e habitat
Il codibugnolo golagrigia è endemico della Cina, della quale abita un'ampia area centrale e orientale che va dalle coste occidentali del mare di Bohai a Shanghai fino al centro e al centro-sud del Paese.
L'habitat di questi uccelli è rappresentato dalle aree cespugliose sul limitare della foresta decidua fino ai 2835 m di quota: lo si osserva anche nelle pinete.

## Tassonomia
Se ne riconoscono due sottospecie:

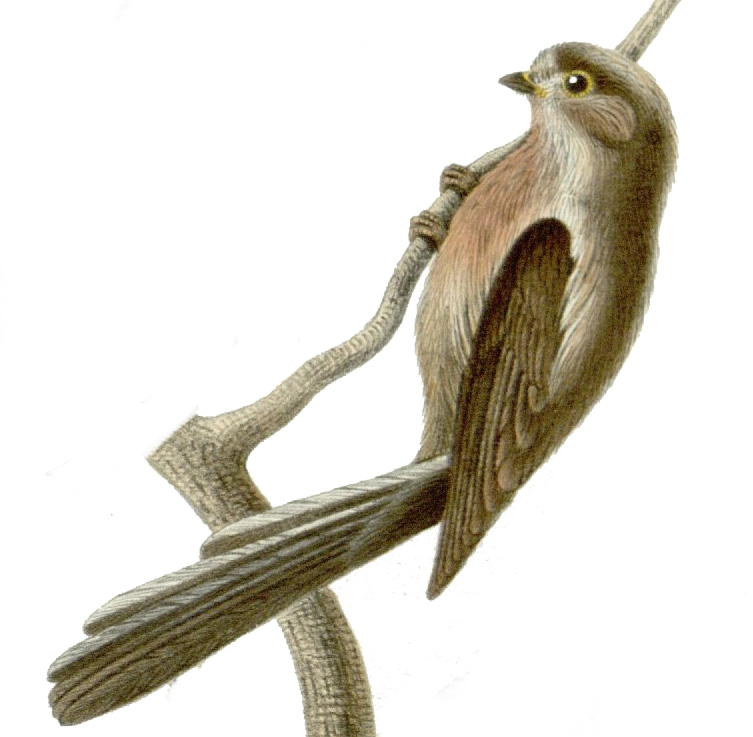
Illustrazione di esemplare della sottospecie vinaceus.

- Aegithalos glaucogularis glaucogularis (Gould, 1855) - la sottospecie nominale, diffusa attraverso il medio e basso corso del Fiume Azzurro dall'Hubei (verosimilmente anche dal Sichuan settentrionale[3]), dallo Shaanxi meridionale e dell'Henan ad est fino allo Jiangsu ed al nord dello Zhejiang;
- Aegithalos glaucogularis vinaceus (Verreaux, 1871) - diffusa dal Qinghai orientale al Liaoning sud-occidentale, attraverso Gansu centrale, Mongolia Interna sud-orientale, Hebei e Shandong, e a sud fino allo Yunnan nord-occidentale e al Sichuan centrale;

In passato ambedue le sottospecie venivano considerate popolazioni del codibugnolo comune, coi nomi rispettivamente di A. caudatus glaucogularis ed A. c. vinaceus: le differenze nella colorazione, oltre che nelle vocalizzazioni, l'areale disgiunto e la mancanza di meticciamento con le popolazioni di quest'ultimo nelle aree in cui il loro areale si viene a sovrapporre hanno portato gli studiosi a ritenere corretta la "secessione" del codibugnolo golagrigia da quell oeurasiatico e la sua elevazione al rango di specie a sé stante.